# 五龙乡 (盐亭县)
五龙乡，是中华人民共和国四川省绵阳市盐亭县曾经下辖的一个乡。2019年12月，撤销榉溪乡、五龙乡和八角镇，设立九龙镇。

## 行政区划
五龙乡撤销前下辖以下地区：
龙牧村、楝树垭村、天广村、龙潭村、大岩村、长征村、庄子村和二龙场村。